# Valeria del Mar
Valeria del Mar es una ciudad balnearia argentina que se encuentra en el este de la provincia de Buenos Aires, a 361 km de la ciudad de Buenos Aires. La ciudad se encuentra dentro del partido de Pinamar, limitando al norte con Ostende y al sur con Cariló, sobre las costas del mar Argentino y el océano Atlántico.
 
Valeria del Mar está conurbada con Ostende, Cariló y Pinamar. La mencionada ciudad costera de Ostende se encuentra entre Valeria del Mar y Pinamar, encontrándose esta última a unos 5 km al nordeste.

## Toponimia
Su fundadora, Valeria Guerrero Cárdenas de Russo, decidió ponerle ese nombre en homenaje a su abuela, Valeria Cueto de Cárdenas.

## Balnearios y playas
- La Pergola
- La Serena Beach Club
- Hemingway
- La Negra María
- Balneario del Viejo Hotel Ostende (este balneario, cuya explotación comercial pertenece como su nombre lo indica al clásico hotel de la vecina localidad de Ostende, está ubicado geográficamente dentro de la localidad de Valeria del Mar)

## Calles pavimentadas
- La avenida Tomás Espora es el acceso desde la ruta interbalnearia 11 y llega hasta la playa.
- La calle Azopardo comunica Valeria del Mar con Mar de Ostende, Ostende y Pinamar Sur.
- La calle Bathurst conecta Valeria del Mar con Ostende (Av. La Plata), Pinamar Centro y Cariló (Av. Divisadero)
- La calle Guanca es una calle interna en la que está la Sala de Primeros Auxilios de Valeria del Mar y el centro de servicios Públicos del Área Sur.
- Av. Yáñez Pinzón que luego se llama España a la altura de Ostende y más adelante se cruza con la Av. Bunge con el nombre de Intermédanos

## Historia
La ciudad está ubicada en la zona que a principios del siglo XIX se denominó "Montes Grandes de Juancho", veintiocho leguas que pertenecieron a José Suárez.
Según la cronología histórica, estos campos fueron comprados por Martín de Álzaga en 1853 a Pascual Suárez, hijo y heredero de José. Martín de Álzaga se casa con Felicitas Guerrero. Al morir Martín y más tarde Felicitas sin dejar descendencia, las tierras pasan a ser propiedad del padre de Felicitas, Don Carlos Guerrero, heredando luego sus nueve hijos, y repartiéndose las tierras. De esta subdivisión realizada en 1886, los veinticinco kilómetros de playas y dunas costeras, quedan divididos entre las estancias "Martín García", "La Invernada", "El Rosario" y "Manantiales", propiedad de Manuel y Enrique Guerrero.
En 1918 el dueño de los campos denominados "Dos Montes", Don Héctor Manuel Guerrero, decide forestar las dunas de toda el área, logrando su cometido en 1926.
Más adelante, es imitado por Doña Valeria Guerrero Cárdenas de Russo llegando a cumplir con el proyecto en 1938, y ya en 1941 se forma una sociedad entre el arquitecto Bunge y la señora de Russo para realizar la plantación y forestación en forma masiva. Se crea así el Balneario y Bosque de Pinamar.
En 1947, Doña Valeria Guerrero Cárdenas de Russo, decide crear su propio balneario en las tierras que aún le quedaban sobre el litoral marítimo (lo que actualmente es Valeria del Mar).
Se organiza entonces, una Sociedad: "Balnearios del Atlántico S.A." para desarrollar el proyecto, que con gran euforia inicia la forestación y el loteo. El primer edificio construido en Valeria del Mar se llama "Edificio Valeria" y se inaugura en 1962.
El Balneario se encuentra a 3 km de Cariló y muy próximo a Ostende, antiguo balneario de principios de siglo XX.
El lº de julio de 1978, por ley 9.024 de la Provincia de Buenos Aires, se crea el "Municipio Urbano de Pinamar", tomando parte del territorio perteneciente al expartido de Gral. Juan Madariaga.
A partir de esa fecha, las localidades de Montecarlo, Pinamar, Mar de Ostende, Ostende, Valeria del Mar y Cariló forman el Partido de Pinamar.
El primer equipo de fútbol es Defensores de Valeria del Mar quien juega la Liga Madariaguense de Fútbol. Supo también disputar los torneos Federal C (2014 y 2016) y Federal B (2015) de Fútbol dependiente de la A.F.A.
Destacadas figuras del espectáculo argentino suelen descansar en sus playas en época estival: Diego Capusotto, Marcelo Moura, Gustavo "Cucho" Parisi de la banda Los Auténticos Decadentes, entre otros. A su vez, Carlos "Indio" Solari vivió y rengenteó un pequeño hotel en la zona (llamado "Alex") en la década de 1970.
El Club Social y Deportivo Defensores de Valeria del Mar (fundado en 1982) representa a la localidad, participando de la Liga de Gral. Madariaga y con participaciones en los Torneos Federales B y C de A.F.A. Lleva los colores negro y verde, con camiseta a bastones verticales y escudo que contiene los elementos que caracterizan a la localidad (mar, sol, bosque, un ancla que simboliza la navegación y un caballito de mar que representa la fauna de mar). 
Su clásico rival es el Club Social y Deportivo Nuevo Amanecer, de la vecina localidad de Ostende. Con el mismo disputa el tradicional clásico Valeria del Mar-Ostende.
|                                                                                      | Norte: Ostende (mismo partido) | Nordeste: Mar de Ostende (mismo partido)    |
| Oeste: Ruta Interbalnearia (11) \| Paraje rural Juancho Partido de General Madariaga |                                | Este: Mar Argentino \| Océano Atlántico Sur |
|                                                                                      | Sur: Cariló (mismo partido)    |                                             |